# おじいちゃんは25歳
『おじいちゃんは25歳』は、TBSほかで放送された8話連続スペシャルドラマ。

## 概要
46年前に雪山で遭難し冷凍状態となった祖父が、当時の25歳の若さのままで家に帰ってきた。そこから巻き起こるハプニングを通じ、崩壊しかけた家族の再生を描く。
キヤノンが協賛しており、このドラマ撮影のメインカメラとしてEOSデジタルシリーズの動画撮影機能が使われている。写真を印刷するプリンターも同社のPIXUSを使用している。

## 出演
- 栗原稔：藤原竜也
- 栗原紀彦：高橋克実、幼少期：橋本智哉
- 栗原健介：大東俊介
- 栗原麻衣：倉科カナ
- 轟忍：入江甚儀（2役・）
- 栗原菊枝：倉科カナ（2役・写真）
- 栗原明日香：菊池桃子（第6 ‐ 8話）
- 轟源太：石橋蓮司、若い頃：入江甚儀

ゲスト
- 羽田ヒロミ（医師）：高橋ひとみ
- 看護師：山崎真実
- レポーター：出水麻衣（TBSアナウンサー）
- カメラ店員：温水洋一
- テレビ局員：脇知弘
- 医師：いずみ尚
- あやめ：草村礼子
- ジョージ：北村有起哉
- 房江（ウェイトレス）：池谷のぶえ
- 梨音（ウェイトレス）：高梨臨
- 島 公之（ハイクラス銀行 東京支店・支店長）：小野寺昭
- 岩城（いわしろ）（ハイクラス銀行 東京支店 お客様センター・主任）：木之元亮
- アイドル（健介が夢見る）：水沢奈子
- 高志（工務店社長）：本多力
- 石神（大工）：赤星昇一郎
- 母親（病院の少年の）：堀内敬子

## 視聴率
| 放送日                                                     | 脚本     | 視聴率 |
| ---------------------------------------------------------- | -------- | ------ |
| 2010年11月15日                                             | 酒井雅秋 | 5.8%   |
| 2010年11月16日                                             | 酒井雅秋 | 3.1%   |
| 2010年11月17日                                             | 山名宏和 | 3.6%   |
| 2010年11月18日                                             | 山名宏和 | 3.8%   |
| 2010年11月22日                                             | 川邊優子 | 3.4%   |
| 2010年11月23日                                             | 川邊優子 | 3.7%   |
| 2010年11月24日                                             | 酒井雅秋 | 3.8%   |
| 2010年11月25日                                             | 酒井雅秋 | 4.2%   |
| 平均視聴率 3.9% （視聴率は関東地区・ビデオリサーチ社調べ） |          |        |

## スタッフ
- 番組総指揮：馬場康夫（ホイチョイ・プロダクションズ）
- エグゼクティブプロデューサー：白石統一郎（電通）、熊谷信也(TBS)
- 企画・プロデュース：蔵本憲昭（電通）
- プロデューサー：岡本真（電通）、長生啓(TBS)、中沢晋（オフィスクレッシェンド）
- 原案：ホイチョイ・プロダクションズ
- 構成：山名宏和
- 脚本：酒井雅秋、山名宏和、川邊優子
- 監督：田中誠
- 音楽プロデュース：玉井健二(agehasprings)
- 主題歌：杏「愛は勝つ」（エピックレコードジャパン）
- ナレーター：大場真人
- 技術協力：池田屋、TSP
- 美術協力：フジアール
- フォトグラファー：斎藤清貴
- タイトルバック：EDP Graphic Works
- 特別協賛：キヤノン、キヤノンマーケティングジャパン
- 制作プロダクション：オフィスクレッシェンド
- 製作・著作：「おじいちゃんは25歳」製作委員会（電通、TBS）

## 放送局
| 放送地域       | 放送局              | 放送期間                                            | 放送日時                                        | 放送系列       | 備考   |
| -------------- | ------------------- | --------------------------------------------------- | ----------------------------------------------- | -------------- | ------ |
| 関東広域圏     | TBSテレビ(TBS)      | 2010年11月15日 - 11月18日 2010年11月22日 - 11月25日 | 月 - 木曜 23:50 - 24:20                         | TBS系列        | 制作局 |
| 山形県         | テレビユー山形(TUY) | 2010年11月15日 - 11月18日 2010年11月22日 - 11月25日 | 月 - 木曜 23:50 - 24:20                         | TBS系列        |        |
| 福島県         | テレビユー福島(TUF) | 2010年11月15日 - 11月18日 2010年11月22日 - 11月25日 | 月 - 木曜 23:50 - 24:20                         | TBS系列        |        |
| 静岡県         | 静岡放送(SBS)       | 2010年11月15日 - 11月18日 2010年11月22日 - 11月25日 | 月 - 木曜 23:50 - 24:20                         | TBS系列        |        |
| 石川県         | 北陸放送(MRO)       | 2010年11月15日 - 11月18日 2010年11月22日 - 11月25日 | 月 - 木曜 23:50 - 24:20                         | TBS系列        |        |
| 中京広域圏     | 中部日本放送(CBC)   | 2010年11月15日 - 11月18日 2010年11月22日 - 11月25日 | 月 - 木曜 23:50 - 24:20                         | TBS系列        |        |
| 熊本県         | 熊本放送(RKK)       | 2010年11月29日 -                                    | 月曜 23:50 - 24:44                              | TBS系列        |        |
| 鹿児島県       | 南日本放送(MBC)     | 2010年11月30日 - 12月3日 2010年12月6日 - 12月9日    | 火 - 金曜 14:00 - 14:30 月 - 木曜 14:00 - 14:30 | TBS系列        |        |
| 近畿広域圏     | 毎日放送(MBS)       | 2010年12月4日 2010年12月5日                         | 土曜 14:00 - 15:54 日曜 13:00 - 14:54           | TBS系列        |        |
| 山梨県         | テレビ山梨(UTY)     | 2010年12月6日 - 12月9日                             | 月 - 木曜 14:55 - 15:49                         | TBS系列        |        |
| 日本全域       | BS-TBS              | 2010年12月11日・12月12日                            | 土・日曜 15:00 - 16:54                          | BSデジタル放送 |        |
| 青森県         | 青森テレビ(ATV)     | 2010年12月27日・12月28日                            | 月・火曜 13:55 - 15:45                          | TBS系列        |        |
| 新潟県         | 新潟放送(BSN)       | 2010年12月27日・12月28日                            | 月・火曜 13:55 - 15:49                          | TBS系列        |        |
| 長野県         | 信越放送(SBC)       | 2010年12月27日・12月28日                            | 月・火曜 13:55 - 15:49                          | TBS系列        |        |
| 大分県         | 大分放送(OBS)       | 2010年12月27日・12月28日                            | 月・火曜 24:40 - 26:34                          | TBS系列        |        |
| 岩手県         | IBC岩手放送         | 2010年12月29日・12月30日                            | 水・木曜 12:00 - 13:54                          | TBS系列        |        |
| 愛媛県         | あいテレビ(ITV)     | 2010年12月29日・12月30日                            | 水・木曜 12:00 - 13:54                          | TBS系列        |        |
| 高知県         | テレビ高知(KUTV)    | 2010年12月30日・12月31日                            | 木・金曜 12:00 - 13:54                          | TBS系列        |        |
| 鳥取県・島根県 | 山陰放送(BSS)       | 2010年12月30日・12月31日                            | 木・金曜 12:55 - 14:49                          | TBS系列        |        |
| 岡山県・香川県 | 山陽放送(RSK)       | 2011年1月2日 2011年1月9日                           | 日曜 12:00 - 13:54 日曜 14:00 - 15:54           | TBS系列        |        |
| 北海道         | 北海道放送(HBC)     | 2011年3月26日 2011年3月27日                         | 土曜 14:05 - 16:00 日曜 15:00 - 16:55           | TBS系列        |        |

## DVD
- おじいちゃんは25歳 DVD-BOX（4枚組）：2011年2月2日発売（発売：TBS、販売：TCエンタテインメント）[2]
  - 【映像特典】〔収録分数：3時間16分（196分）〕
    - (1)7話＆最終話・ノーカット特別編集版
      - 第7話…放送版より＋4分32秒、最終話…放送版より＋6分42秒、それぞれ未公開シーンを追加!

    - (2)「おじいちゃんと息子と孫でリレートーク!」（藤原竜也×高橋克実×大東俊介）
    - (3)秘蔵メイキング「気になるキーワードBEST10」
    - (4)大東俊介の撮影セット大解剖
    - (5)スピンオフ・ショートドラマ
      - 「引きこもりレシピ」健介篇
      - 「ダンス・ダンス・ダンス」健介＆忍篇
      - 「天使の誘惑」麻衣＆忍＆ナース篇
      - 「頑張れ！おばあちゃん」麻衣＆梨音篇

    - (6)インフォマーシャル
      - 「健介・PIXUSとの出会い」篇
      - 「源太・EOSとの出会い」篇
      - 「源太・EOSに本気」篇
      - 「麻衣・PIXUSで年賀状」篇

    - (7)Yahoo!年賀状スペシャルコラボムービー
    - (8)アイドル・水沢奈子のプロモーションビデオ「オープン ユア ハート」
    - (9)きょうのおじいちゃん
    - (10)栗原家からのおくりもの
    - (11)2010.10.12制作発表@TBS
    - (12)2010.11.13完成披露試写@有楽町
    - (13)宣伝SPOT集